# Mistrzostwa Stanów Zjednoczonych w Łyżwiarstwie Figurowym 2020
Mistrzostwa Stanów Zjednoczonych w łyżwiarstwie figurowym 2020, (oryg. ang. 2020 TOYOTA U.S. Figure Skating Championships) – zawody mające na celu wyłonienie najlepszych łyżwiarzy figurowych w Stanach Zjednoczonych w kategoriach: Senior, Junior, Novice, Intermediate, Juvenile. Mistrzostwa rozgrywano od 21 do 26 stycznia 2020 w Greensboro Coliseum Complex w Greensboro.
Osiągnięte rezultaty na zawodach krajowych determinowały skład reprezentacji Stanów Zjednoczonych na Mistrzostwa Świata 2020, Mistrzostwa Świata Juniorów 2020 i Mistrzostwa Czterech Kontynentów 2020.

## Terminarz
| Data        | Godzina                     | Kategoria       | Konkurencja     | Segment          |
| ----------- | --------------------------- | --------------- | --------------- | ---------------- |
| 21 stycznia | 12:00 UTC-05:00 / 18:00 CET | Junior          | Pary sportowe   | Program krótki   |
| 21 stycznia | 14:00 UTC-05:00 / 20:00 CET | Junior          | Soliści         | Program krótki   |
| 21 stycznia | 16:45 UTC-05:00 / 22:45 CET | Junior          | Pary taneczne   | Taniec rytmiczny |
| 22 stycznia | 09:00 UTC-05:00 / 15:00 CET | Junior          | Solistki        | Program krótki   |
| 22 stycznia | 11:45 UTC-05:00 / 17:45 CET | Junior          | Soliści         | Program dowolny  |
| 22 stycznia | 14:30 UTC-05:00 / 20:30 CET | Junior          | Pary sportowe   | Program dowolny  |
| 22 stycznia | 20:30 UTC-05:00 / 02:30 CET | Junior          | Pary taneczne   | Taniec rytmiczny |
| 23 stycznia | 10:00 UTC-05:00 / 16:00 CET | Junior          | Solistki        | Program dowolny  |
| 23 stycznia | 16:30 UTC-05:00 / 22:30 CET | Senior          | Pary sportowe   | Program krótki   |
| 23 stycznia | 19:30 UTC-05:00 / 01:30 CET | Senior          | Solistki        | Program krótki   |
| 24 stycznia | 16:30 UTC-05:00 / 22:30 CET | Senior          | Pary taneczne   | Taniec rytmiczny |
| 24 stycznia | 18:30 UTC-05:00 / 00:30 CET | Senior          | Solistki        | Program dowolny  |
| 25 stycznia | 13:15 UTC-05:00 / 19:15 CET | Senior          | Soliści         | Program krótki   |
| 25 stycznia | 18:00 UTC-05:00 / 00:00 CET | Senior          | Pary sportowe   | Program dowolny  |
| 25 stycznia | 21:00 UTC-05:00 / 03:00 CET | Senior          | Pary taneczne   | Taniec dowolny   |
| 26 stycznia | 14:00 UTC-05:00 / 20:00 CET | Senior          | Soliści         | Program dowolny  |
| 26 stycznia | 19:30 UTC-05:00 / 01:30 CET | Pokazy mistrzów | Pokazy mistrzów | Pokazy mistrzów  |

## Wyniki

### Kategoria seniorów

#### Soliści (S)
| Poz. | Zawodnik          | Klub                  | Nota łączna | SP  | SP     | FS  | FS     |
| ---- | ----------------- | --------------------- | ----------- | --- | ------ | --- | ------ |
| 1    | Nathan Chen       | Salt Lake City FSC    | 330,17      | 1   | 114,13 | 1   | 216,04 |
| 2    | Jason Brown       | Skokie Valley FSC     | 292,88      | 2   | 100,99 | 2   | 191,89 |
| 3    | Tomoki Hiwatashi  | DuPage FSC            | 278,08      | 5   | 94,21  | 3   | 183,87 |
| 4    | Vincent Zhou      | SC of San Francisco   | 275,23      | 4   | 94,82  | 4   | 180,41 |
| 5    | Andrew Torgashev  | Broadmoor SC          | 260,64      | 3   | 97,87  | 5   | 162,77 |
| 6    | Alexei Krasnozhon | Dallas FSC            | 241,32      | 6   | 80,71  | 6   | 160,61 |
| 7    | Camden Pulkinen   | Broadmoor SC          | 236,08      | 7   | 79,19  | 7   | 156,89 |
| 8    | Dinh Tran         | SC of San Francisco   | 220,88      | 11  | 71,86  | 8   | 149,02 |
| 9    | Sean Rabbitt      | Glacier Falls FSC     | 213,46      | 8   | 77,71  | 9   | 135,75 |
| 10   | Jarosław Paniot   | All Year FSC          | 209,79      | 9   | 77,10  | 10  | 132,69 |
| 11   | Ryan Dunk         | Baltimore FSC         | 199,45      | 14  | 67,15  | 11  | 132,30 |
| 12   | William Hubbart   | Southwest Florida FSC | 195,87      | 13  | 69,11  | 12  | 126,76 |
| 13   | Jimmy Ma          | SC of New York        | 193,85      | 12  | 71,54  | 13  | 122,31 |
| 14   | Jordan Moeller    | Northern ISC          | 191,25      | 10  | 71,87  | 14  | 119,38 |
| 15   | Joonsoo Kim       | Los Angeles FSC       | 177,03      | 15  | 60,13  | 15  | 116,90 |
| WD   | Emmanuel Savary   | DNS                   | DNS         | DNS | DNS    | DNS | DNS    |

#### Solistki (S)
| Poz. | Zawodniczka           | Klub                                 | Nota łączna | SP  | SP    | FS  | FS     |
| ---- | --------------------- | ------------------------------------ | ----------- | --- | ----- | --- | ------ |
| 1    | Alysa Liu             | St, Moritz ISC                       | 235,52      | 2   | 75,40 | 1   | 160,12 |
| 2    | Mariah Bell           | Rocky Mountain FSC                   | 225,21      | 3   | 73,22 | 2   | 151,99 |
| 3    | Bradie Tennell        | Skokie Valley FSC                    | 220,86      | 1   | 78,96 | 3   | 141,90 |
| 4    | Karen Chen            | Peninsula SC                         | 193,65      | 5   | 70,41 | 4   | 123,24 |
| 5    | Amber Glenn           | Dallas FSC                           | 186,57      | 4   | 73,16 | 9   | 113,42 |
| 6    | Starr Andrews         | Los Angeles FSC                      | 181,78      | 7   | 65,86 | 6   | 115,92 |
| 7    | Sierra Venetta        | SC of San Francisco                  | 176,37      | 11  | 57,98 | 5   | 118,39 |
| 8    | Courtney Hicks        | All Year FSC                         | 175,28      | 9   | 60,25 | 7   | 115,03 |
| 9    | Gabriella Izzo        | Academy at Mitchell Johansson Method | 174,41      | 6   | 65,94 | 11  | 108,47 |
| 10   | Rena Ikenishi         | SC of New York                       | 171,81      | 12  | 57,47 | 8   | 114,34 |
| 11   | Maxine Marie Bautista | DuPage FSC                           | 171,46      | 10  | 59,47 | 10  | 111,99 |
| 12   | Gracie Gold           | Ice Works SC                         | 161,75      | 13  | 54,51 | 12  | 107,24 |
| 13   | Emily Zhang           | Richmond FSC                         | 158,36      | 15  | 52,48 | 13  | 105,88 |
| 14   | Paige Rydberg         | Broadmoor SC                         | 150,12      | 8   | 60,82 | 16  | 89,30  |
| 15   | Sarah Jung            | Columbia FSC (MD)                    | 149,38      | 17  | 51,09 | 14  | 98,29  |
| 16   | Alex Evans            | Los Angeles FSC                      | 142,70      | 14  | 53,53 | 17  | 89,17  |
| 17   | Caitlin Ha            | Glacier Falls FSC                    | 139,37      | 16  | 51,48 | 18  | 87,89  |
| 18   | Alyssa Rich           | Dallas FSC                           | 138,54      | 18  | 45,25 | 15  | 93,29  |
| WD   | Emilia Murdock        | DNS                                  | DNS         | DNS | DNS   | DNS | DNS    |
| WD   | Hanna Harrell         | DNS                                  | DNS         | DNS | DNS   | DNS | DNS    |
| WD   | Ting Cui              | DNS                                  | DNS         | DNS | DNS   | DNS | DNS    |

#### Pary sportowe (S)
| Poz. | Zawodnicy                                | Klub                                     | Nota łączna | SP  | SP    | FS  | FS     |
| ---- | ---------------------------------------- | ---------------------------------------- | ----------- | --- | ----- | --- | ------ |
| 1    | Alexa Knierim / Chris Knierim            | DuPage FSC / Broadmoor SC                | 216.15      | 1   | 77.06 | 2   | 139.09 |
| 2    | Jessica Calalang / Brian Johnson         | DuPage FSC / Detroit SC                  | 213,57      | 3   | 68,86 | 1   | 146,01 |
| 3    | Tarah Kayne / Danny O’Shea               | Broadmoor SC / SC of New York            | 204,07      | 2   | 70,35 | 3   | 133,72 |
| 4    | Ashley Cain-Gribble / Timothy LeDuc      | SC of New York / Los Angeles FSC         | 197,12      | 4   | 67,56 | 4   | 128,26 |
| 5    | Haven Denney / Brandon Frazier           | SC of New York / All Year FSC            | 186,25      | 6   | 61,33 | 5   | 124,92 |
| 6    | Audrey Lu / Misha Mitrofanov             | Dallas FSC / Dallas FSC                  | 181,49      | 5   | 65,06 | 6   | 116,43 |
| 7    | Olivia Serafini / Mervin Tran            | SC of New York / SC of New York          | 171,21      | 7   | 61,08 | 7   | 110,13 |
| 8    | Jessica Pfund / Joshua Santillan         | Southwest Florida FSC / All Year FSC     | 165,93      | 8   | 58,48 | 8   | 107,45 |
| 9    | Nica Digerness / Danny Neudecker         | Broadmoor SC / Seattle SC                | 164,12      | 9   | 57,95 | 9   | 106,17 |
| 10   | Laiken Lockley / Keenan Prochnow         | DuPage FSC / DuPage FSC                  | 147,07      | 12  | 50,86 | 10  | 96,21  |
| 11   | Maria Mokhova / Ivan Mokhov              | Chelsea FSC / Chelsea FSC                | 143,29      | 11  | 51,50 | 11  | 91,79  |
| 12   | Allison Timlen / Justin Highgate-Brutman | Columbia FSC (MD) / St, Clair Shores FSC | 135,10      | 10  | 55,60 | 12  | 79,50  |
| WD   | Emily Chan / Spencer Howe                | DNS                                      | DNS         | DNS | DNS   | DNS | DNS    |

#### Pary taneczne (S)
| Poz. | Zawodnicy                                | Klub                                              | Nota łączna | RD | RD    | FD | FD     |
| ---- | ---------------------------------------- | ------------------------------------------------- | ----------- | -- | ----- | -- | ------ |
| 1    | Madison Chock / Evan Bates               | All Year FSC / Ann Arbor FSC                      | 221,86      | 1  | 87,63 | 1  | 134,23 |
| 2    | Madison Hubbell / Zachary Donohue        | Lansing SC / Lansing SC                           | 217,19      | 2  | 86,31 | 2  | 130,88 |
| 3    | Kaitlin Hawayek / Jean-Luc Baker         | Detroit SC / Seattle SC                           | 201,16      | 3  | 82,59 | 3  | 118,57 |
| 4    | Christina Carreira / Anthony Ponomarenko | SC of New York / SC of San Francisco              | 194,16      | 4  | 78,02 | 4  | 116,14 |
| 5    | Caroline Green / Michael Parsons         | Pavilion SC of Cleveland Heights / Washington FSC | 180,25      | 5  | 77,42 | 5  | 102,83 |
| 6    | Lorraine McNamara / Quinn Carpenter      | Peninsula SC / Washington FSC                     | 173,67      | 6  | 75,79 | 6  | 97,88  |
| 7    | Eva Pate / Logan Bye                     | Strongsville SC / SC of New York                  | 155,82      | 7  | 60,07 | 7  | 95,75  |
| 8    | Livvy Shilling / Alexander Petrov        | Columbus FSC / Hershey FSC                        | 133,93      | 8  | 56,24 | 8  | 77,69  |
| 9    | Bailey Melton / Ryan O’Donnell           | Broadmoor SC / SC of Houston                      | 96,02       | 9  | 39,47 | 9  | 56,55  |

### Kategoria juniorów

#### Soliści (J)
| Poz. | Zawodnik         | Klub                       | Nota łączna | SP | SP    | FS | FS     |
| ---- | ---------------- | -------------------------- | ----------- | -- | ----- | -- | ------ |
| 1    | Maxim Naumov     | SC of Boston               | 206,92      | 1  | 70,75 | 2  | 136,17 |
| 2    | Eric Sjoberg     | Los Angeles FSC            | 202,38      | 6  | 62,97 | 1  | 139,41 |
| 3    | Liam Kapeikis    | Wenatchee FSC              | 189,15      | 2  | 68,12 | 4  | 121,03 |
| 4    | Lucas Altieri    | Pines FSC                  | 187,94      | 4  | 65,55 | 3  | 122,39 |
| 5    | Nicholas Hsieh   | SC of Wilmington           | 183,54      | 5  | 65,20 | 5  | 118,34 |
| 6    | Joseph Kang      | University of Delaware FSC | 177,80      | 3  | 67,84 | 7  | 109,96 |
| 7    | Chase Finster    | Northern Kentucky SC       | 171,98      | 8  | 61,73 | 6  | 110,25 |
| 8    | Matthew Nielsen  | Strongsville SC            | 165,59      | 9  | 61,51 | 9  | 104,08 |
| 9    | David Shapiro    | Detroit SC                 | 165,39      | 12 | 58,69 | 8  | 106,70 |
| 10   | Samuel Mindra    | Portland ISC               | 164,51      | 7  | 62,48 | 11 | 102,03 |
| 11   | Kai Kovar        | Wasatch FSC                | 162,26      | 11 | 58,90 | 10 | 103,36 |
| 12   | Daniel Martynov  | Northern Ice SC            | 158,54      | 13 | 56,63 | 12 | 101,91 |
| 13   | Joseph Klein     | Skokie Valley SC           | 155,98      | 15 | 55,83 | 13 | 100,15 |
| 14   | Robert Yampolsky | North Jersey FSC           | 147,62      | 16 | 50,48 | 14 | 97,14  |
| 15   | Goku Endo        | Los Angeles FSC            | 146,94      | 10 | 60,08 | 18 | 86,86  |
| 16   | Daniel Turchin   | Northern Ice SC            | 145,09      | 14 | 55,93 | 17 | 89,16  |
| 17   | Jacob Sanchez    | Hudson Valley FSC          | 142,19      | 17 | 49,21 | 15 | 92,98  |
| 18   | Seth Kurogi      | Salt Lake Figure Skating   | 139,75      | 18 | 47,60 | 16 | 92,15  |

#### Solistki (J)
| Poz. | Zawodniczka        | Klub                                 | Nota łączna | SP | SP    | FS | FS     |
| ---- | ------------------ | ------------------------------------ | ----------- | -- | ----- | -- | ------ |
| 1    | Lindsay Thorngren  | Ice House of New Jersey FSC          | 183,76      | 2  | 59,66 | 1  | 124,10 |
| 2    | Isabeau Levito     | SC of Southern New Jersey            | 179,47      | 3  | 59,18 | 2  | 120,29 |
| 3    | Calista Choi       | Skokie Valley SC                     | 177,05      | 1  | 61,82 | 3  | 115,23 |
| 4    | Isabelle Inthisone | DuPage FSC                           | 165,34      | 4  | 58,80 | 4  | 106,54 |
| 5    | Kate Wang          | SC of San Francisco                  | 160,88      | 6  | 54,85 | 5  | 106,03 |
| 6    | Tamnhi Huynh       | Dallas FSC                           | 155,44      | 12 | 50,15 | 6  | 105,29 |
| 7    | Elsa Cheng         | Skokie Valley SC                     | 151,68      | 5  | 55,26 | 7  | 96,42  |
| 8    | Maryn Pierce       | Broadmoor SC                         | 144,32      | 8  | 52,17 | 9  | 92,15  |
| 9    | Ellen Slavicek     | Los Angeles FSC                      | 143,58      | 10 | 50,91 | 8  | 92,67  |
| 10   | Jessica Lin        | Dallas FSC                           | 137,95      | 15 | 47,15 | 10 | 90,80  |
| 11   | Lara Annunziata    | IceWorks SC                          | 137,36      | 9  | 51,40 | 13 | 85,96  |
| 12   | Noelle Rosa        | Salt Lake Figure Skating             | 137,24      | 11 | 50,29 | 12 | 86,95  |
| 13   | Mia Kalin          | St, Moritz ISC                       | 131,80      | 7  | 52,19 | 17 | 79,61  |
| 14   | Mauryn Tyack       | Academy at Mitchell Johansson Method | 128,70      | 14 | 47,18 | 16 | 81,52  |
| 15   | Hannah Herrera     | Murray Silver Blades FSC             | 126,60      | 16 | 44,32 | 15 | 82,28  |
| 16   | Hazel Collier      | SC of Boston                         | 125,90      | 17 | 43,47 | 14 | 82,43  |
| 17   | Mia Eckels         | White Rose FSC                       | 123,52      | 18 | 34,32 | 11 | 89,20  |
| 18   | Michelle Lee       | All Year FSC                         | 120,80      | 13 | 48,33 | 18 | 72,47  |

#### Pary sportowe (J)
| Poz. | Zawodnicy                              | Klub                                | Nota łączna | SP | SP    | FS | FS     |
| ---- | -------------------------------------- | ----------------------------------- | ----------- | -- | ----- | -- | ------ |
| 1    | Kate Finster / Balazs Nagy             | Northern Kentucky SC / Broadmoor SC | 169,37      | 1  | 63,89 | 2  | 105,48 |
| 2    | Anastasiia Smirnova / Danil Siianytsia | Yarmouth Ice Club / All Year FSC    | 163,04      | 3  | 54,56 | 1  | 108,48 |
| 3    | Winter Deardorff / Mikhail Johnson     | Northern Kentucky SC / Broadmoor SC | 149,47      | 2  | 56,60 | 3  | 92,87  |
| 4    | Cate Fleming / Jedidiah Isbell         | SC of Boston / SC of Boston         | 131,58      | 4  | 48,56 | 4  | 83,02  |
| 5    | Isabelle Martins / Ryan Bedard         | Chicago FSC / Northern Ice SC       | 119,94      | 9  | 38,05 | 5  | 81,89  |
| 6    | Sydney Cooke / Timmy Chapman           | Colonial FSC / Central Florida FSC  | 115,58      | 5  | 41,98 | 6  | 73,60  |
| 7    | Sydney Flaum / Alex Wellman            | Broadmoor SC / Broadmoor SC         | 111,84      | 7  | 38,38 | 7  | 73,46  |
| 8    | Sarah Burden / Jake Pagano             | Broadmoor SC / Nashville FSC        | 109,04      | 6  | 40,26 | 8  | 68,78  |
| 9    | Analise Gonzalez / Franz-Peter Jerosch | SC of Boston / SC of New York       | 104,20      | 8  | 38,26 | 9  | 65,94  |
| 10   | Arianna Varvoutis / Derrick Griffin    | Pines FSC / Pines FSC               | 97,72       | 10 | 33,11 | 10 | 64,61  |

#### Pary taneczne (J)
| Poz. | Zawodnicy                             | Klub                                | Nota łączna | RD | RD    | FD | FD     |
| ---- | ------------------------------------- | ----------------------------------- | ----------- | -- | ----- | -- | ------ |
| 1    | Avonley Nguyen / Wadym Kołesnyk       | SC of New York / SC of New York     | 184,38      | 1  | 74,49 | 1  | 109,89 |
| 2    | Katarina Wolfkostin / Jeffrey Chen    | Peninsula SC / Peninsula SC         | 161,39      | 4  | 60,93 | 2  | 100,46 |
| 3    | Oona Brown / Gage Brown               | SC of New York / SC of New York     | 160,54      | 3  | 64,91 | 3  | 95,63  |
| 4    | Molly Cesanek / Yehor Yehorov         | Washington FSC / Peninsula SC       | 159,09      | 2  | 66,13 | 4  | 92,96  |
| 5    | Katarina DelCamp / Ian Somerville     | Dallas FSC / Washington FSC         | 148,59      | 5  | 60,75 | 5  | 87,84  |
| 6    | Angela Ling / Caleb Wein              | Peninsula SC / Washington FSC       | 135,76      | 6  | 56,90 | 7  | 78,86  |
| 7    | Elizabeth Tkachenko / Alexei Kiliakov | Washington FSC / Washington FSC     | 134,06      | 7  | 54,91 | 6  | 79,15  |
| 8    | Ella Ales / Daniel Tsarik             | Los Angeles FSC / SC of Novi        | 131,09      | 8  | 54,31 | 8  | 76,78  |
| 9    | Layla Karnes / Kenan Slevira          | Skokie Valley SC / All Year FSC     | 127,78      | 9  | 53,33 | 9  | 74,45  |
| 10   | Samantha Ritter / Jim Wang            | All Year FSC / St, Paul FSC         | 114,94      | 10 | 46,47 | 10 | 68,47  |
| 11   | Cordelia Pride / Benjamin Lawless     | All Year FSC / Philadelphia SC & HS | 104,44      | 11 | 44,56 | 11 | 59,88  |
| 12   | Hilary Asher / Kyle Pearson           | Skokie Valley SC / All Year FSC     | 98,15       | 13 | 38,40 | 12 | 59,75  |
| 13   | Isabella Flores / Adam Bouaziz        | Broadmoor SC / Broadmoor SC         | 93,33       | 12 | 41,04 | 13 | 52,29  |
| 14   | Breelie Taylor / Tyler Vollmer        | Atlanta FSC / Los Angeles FSC       | 83,31       | 14 | 34,93 | 14 | 48,38  |